# Бучацькі ГЕС
У місті Бучачі якийсь час діяли водночас 2 ГЕС: одна називалася міською (вважалася комунальною), інша — «на Топольках», яка після відновлення діє й нині.

## Діюча
Бучацька ГЕС «Топольки» — мала гідроелектростанція, яка працює на воді, що тече підвідним каналом від річки Стрипи. Розташована в межах міста Бучача по вулиці Тараса Шевченка неподалік центру. Електроенергію виробляють дві турбіни, які приводить у рух вода з підвідного каналу.

### Відомості

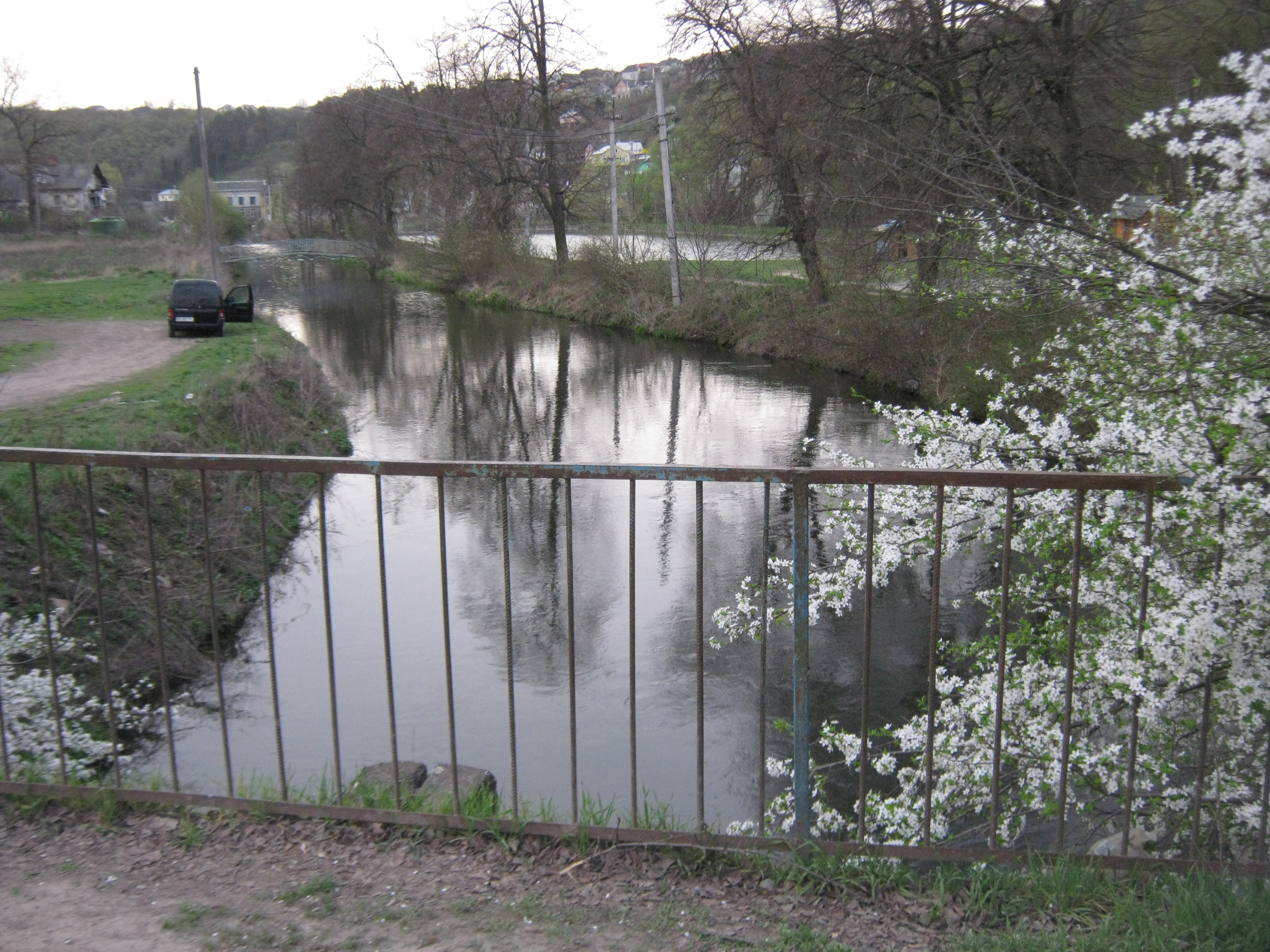
канал ГЕС «Топольки»

Час створення невідомий. Для ГЕС використали приміщення колишнього млина дідичів міста Потоцьких. Відновлена (чи створена) в радянські ГЕС знову виробила струм 1952 року, працювала до 1972 року.
Проєкт відновлення ГЕС, потужність якої мала скласти 400 кВт, у 2002 році обласне управління скерувало в Держкомітет енергозбереження.
Відновила діяльність у 2003, 2009 року. Відновленню роботи сприяв ігумен Бучацького монастиря о. Іван Теодозій Майкович ЧСВВ. Загальна потужність — 280 кВт.
Стала об'єктом дослідження.

## Непрацююча
Розташовується вище по течії Стрипи перед «Чорним» мостом. На адміністративній частині будівлі ГЕС збереглася дата 1936. Роботи з відновлення роботи діяльності міської електростанції проводили, зокрема, в 1948 році (керівник — директор Микола Піменов). Після завершення робіт електроенергія, яку виробляла ГЕС, мала забезпечити освітлення міста, забезпечити роботу підприємств міста, також потреби сіл Нагірянка, Підзамочок, Підлісся.